# Аль-Мустасім
Аль-Мустасім (*1213 — 20 лютого 1258) — останній володар Багдадського халіфату в 1242—1258 роках. Тронне ім'я перекладається з арабської мови як «Той, хто має прихильність Бога». Повне ім'я — Абу Ахмад Абдуллах ібн Мансур аль-Мустансір аль-Мустасім біллах.

## Життєпис
Походив з династії Аббасидів. Син халіфа аль-Мустансіра. Народився у 1213 році в Багдаді. При народженні отримав ім'я Абдуллах.
У 1242 році після смерті батька стає новим халіфом під ім'ям аль-Мустасім. Він задумав відновити велич Багдадського халіфату, не беручи до уваги можливості держави. Для цього аль-Мустасім намагався використовувати свій статус релігійного лідера мусульманського (сунітського) світу. У 1250 році після оголошення султаншею Єгипту Шаджар ад-Дурр халіф не схвалив цього рішення, запропонувавши мамлюкам спрямувати власного намісника до Каїра, таємно сподіваючись використати чвари між мамлюками для захоплення влади в султанаті.
Втім доволі швидко увага аль-Мустасіма переключилася на протистояння монголам, які постійно нападали на землі халіфату. Разорення плодючих земель монголами та численні повені спричинили голод, зменшення сільського населення, його відтік до міст. Усе це позначилося на фінансах. Аль-Мустансір вимушений був скоротити військо з 60 до 10 тис. вояків.
У 1251 році до Персії прибув Хулагу, що отримав ці землі в улус. Останній весь час тиснув на халіфа. Зрештою у 1255 році аль-Мустасім, не маючи змоги збройно протидіяти, вимушений був поступитися й відправити допоміжні війська монголам, що тоді облягали гірську фортецю ісмаїлітів Аламут. Похід тривав до 1256 року.
Разом з тим аль-Мустасім весь час вів перемовини щодо укладання антимонгольської коаліції. Але це зводило нанівець постійні палацові чвари між сановниками і військовиками, а також збройні сутички між сунітами та шиїтами, що завдало удару основам стабільності й єдності держави перед наступом ворога.
При цьому на вимогу Хулагу визнати зверхність великого кагана монголів халіф відповів відмовою та нагадуванням про гнів Бога за напад на Багдад. У 1258 році військо монголів на чолі із Хулагу рушило проти халіфату, швидко захопивши всі землі та взявши в облогу Багдад. 10 лютого місто впало, а 20 лютого аль-Мустасіма разом з родиною було страчено (затоптано кіньми, помер з голоду, або забито кийками). Лише один син халіфа зберіг життя, проте його було відправлено до Монголії. В результаті Багдадський халіфат припинив своє існування — постала держава Ільханів.